# اثل (میزوری)
اثل (به انگلیسی: Ethel) یک شهر در ایالات متحده آمریکا است که در شهرستان مکون، میزوری واقع شده‌است. اثل ۰٫۶۰ کیلومتر مربع مساحت و ۶۲ نفر جمعیت دارد و ۲۵۳ متر بالاتر از سطح دریا واقع شده‌است.